# Margret Altacher
Margret Altacher (2 giugno 1986) è un'ex sciatrice alpina austriaca.

## Biografia
Originaria di Saalfelden am Steinernen Meer e attiva in gare FIS dal dicembre del 2001, in Coppa Europa la Altacher ha esordito il 26 febbraio 2003 a Innerkrems in supergigante (60ª), ha conquistato il primo podio il 9 novembre 2007 a Neuss/Bottrop in slalom indoor (3ª) e la prima vittoria il 14 dicembre successivo a Davos in supercombinata. Ha debuttato in Coppa del Mondo il 19 dicembre 2008 a Sankt Moritz in combinata (24ª) e ha conquistato l'ultima vittoria, nonché ultimo podio, in Coppa Europa il 18 febbraio 2010 a Formigal in supergigante.
Nella stagione 2010-2011 ha ottenuto i suoi migliori piazzamenti in Coppa del Mondo, due decimi posti: il 19 dicembre a Val-d'Isère in supercombinata e il 9 gennaio ad Altenmarkt-Zauchensee in supergigante. Si è ritirata al termine della stagione 2012-2013 e la sua ultima gara in carriera è stata il supergigante di Coppa del Mondo disputato il 3 marzo a Garmisch-Partenkirchen, chiuso dalla Altacher al 36º posto; non ha partecipato a rassegne olimpiche o iridate.

## Palmarès

### Coppa del Mondo
- Miglior piazzamento in classifica generale: 43ª nel 2011

### Coppa Europa
- Miglior piazzamento in classifica generale: 5ª nel 2009
- Vincitrice della classifica di supergigante nel 2009
- 7 podi:
  - 2 vittorie
  - 4 secondi posti
  - 1 terzo posto

#### Coppa Europa - vittorie
| Data             | Località | Paese    | Specialità |
| ---------------- | -------- | -------- | ---------- |
| 14 dicembre 2007 | Davos    | Svizzera | SC         |
| 18 febbraio 2010 | Formigal | Spagna   | SG         |

Legenda:

SG = supergigante

SC = supercombinata

### Campionati austriaci
- 2 medaglie:
  - 2 bronzi (slalom gigante, supercombinata nel 2011)